# Devil's Ground
Albums de Primal Fear
Black Sun
(2002) Seven Seals
(2005)
Devil's Ground est le cinquième album studio du groupe de heavy metal allemand Primal Fear. Il est sorti en 2004.

## Liste des chansons de l'album
1. Metal Is Forever - 4:46
2. Suicide and Mania - 4:03
3. Visions of Fate - 4:50
4. Sea of Flames - 4:01
5. The Healer - 6:40
6. Sacred Illusion - 4:03
7. In Metal - 5:15
8. Soulchaser - 4:52
9. Colony 13 - 3:55
10. Wings of Desire - 6:46
11. Heart of a Brave - 4:55
12. Devil's Ground - 2:09

## Composition du groupe
- Ralf Schepeers : chant
- Mat Sinner : chant et basse
- Tom Naumann : guitare
- Stefan Leibing : guitare
- Randy Black : batterie